# Université préfectorale d'infirmières et de santé d'Aichi
L'université préfectorale d'infirmières et de santé d'Aichi (愛知県立看護大学, Aichi kenritsu kango daigaku) est une université publique située dans la ville de Nagoya, préfecture d'Aichi au Japon. L'école est fondée en 1995.

## Source
- (en) Cet article est partiellement ou en totalité issu de l’article de Wikipédia en anglais intitulé « Aichi Prefectural College of Nursing & Health » (voir la liste des auteurs).